# Niederbreitbach
Niederbreitbach là một đô thị ở huyện Neuwied, bang Rheinland-Pfalz, nước Đức. Đô thị Niederbreitbach có diện tích 8,53 km². 